# DeWalt
Dᴇ Walt (handelsnaam "DᴇWALT" ) is een Amerikaanse producent van elektrisch gereedschap en handgereedschap voor de bouw, industrie en houtbewerkingsindustrie. DeWALT is sinds 1960 een dochteronderneming van Stanley Black & Decker.

## Geschiedenis
Het bedrijf werd in 1924 opgericht in Leacock-Leola-Bareville door Raymond Elmer DeWalt (9 oktober 1885 – 8 mei 1961), de uitvinder van de afkortzaag. Het bedrijf groeide snel en werd in 1947 ondergebracht in DeWalt Inc. In 1949 werd DeWalt Inc verkocht aan American Machine & Foundry Co. Inc die het in 1960 verkocht aan Black & Decker.
In 1992 besloot Black & Decker door middel van een grote rebrandingcampagne het merk DeWALT weer zijn oude glorie te laten herleven. In 1994 nam DeWALT de Duitse elektrisch-gereedschapproducent ELU over en voegde de ELU-technologie samen met die van DeWALT. In 2011 werd het assortiment uitgebreid met een handgereedschaplijn, zoals handzagen, tangen en verstelbare moersleutels. DeWALT verkoopt tegenwoordig wereldwijd meer dan 200 verschillende soorten handgereedschappen en 800 soorten (gereedschap)accessoires, geproduceerd in zeven fabrieken in de Verenigde Staten.